# Tavolníkovec
Tavolníkovec (Sorbaria), nebo také jeřábník, je rod čítající asi 9 druhů kvetoucích rostlin. Jedná se o rostliny nápadné bílými květy, pěstované pro ozdobné účely, zaplevelující. Květy nepříjemně páchnou.

## Nároky
Tavolníkovec roste nejraději na výsluní, ale snese i zastínění. Na půdu není náročný, daří se mu i v náročných podmínkách a snese i sucho.
Brzy raší a pozdní mrazíky jej mohou poškodit. Proto je doporučeno zakrýt spodní část keře listy nebo větvemi jehličnanů.

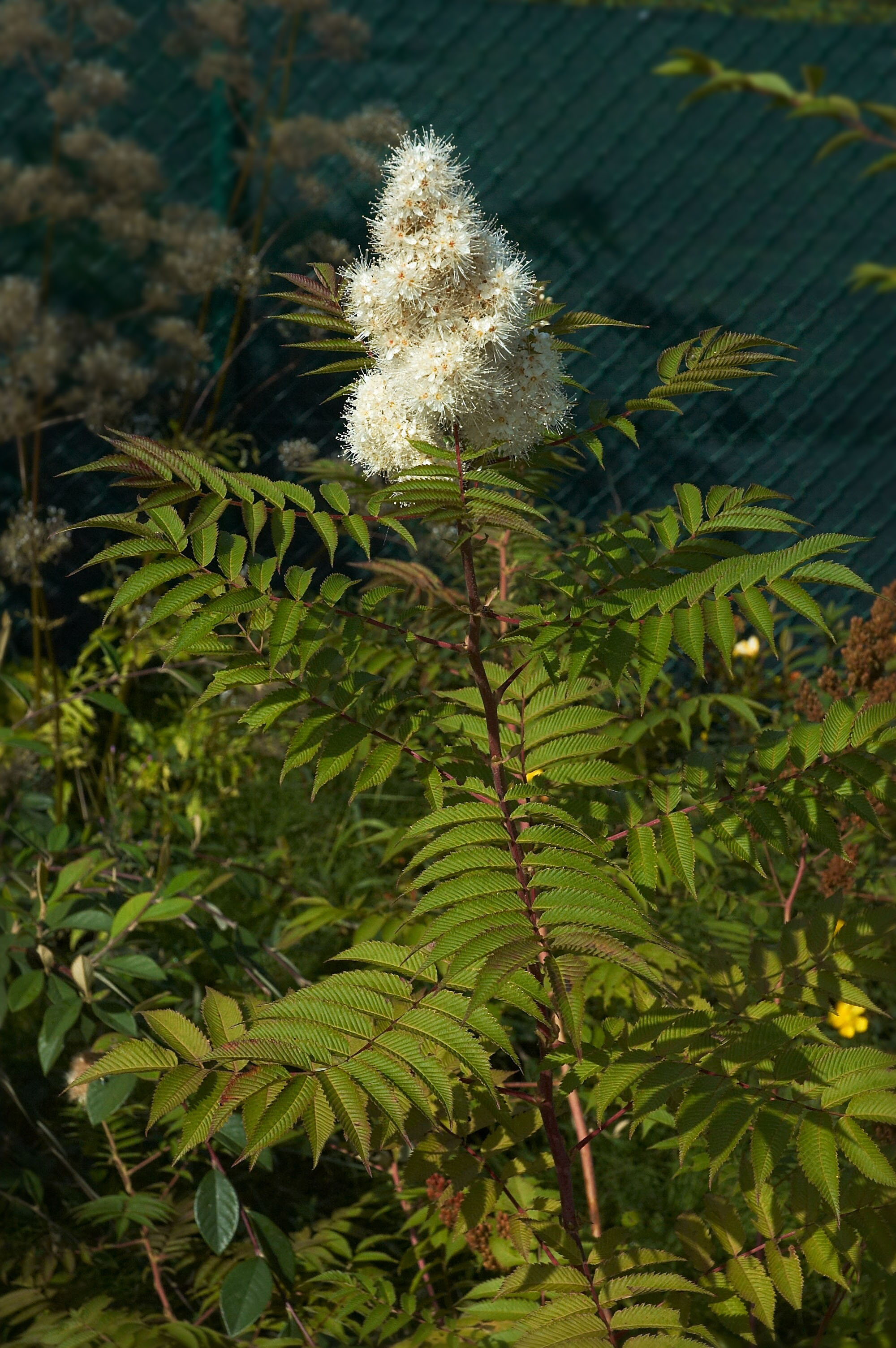
Kvetoucí tavolníkovec jeřábolistý

## Druhy
- tavolníkovec Aitchinsonův (Sorbaria aitchinsonii)
- tavolníkovec jeřábolistý (Sorbaria sorbifolia)
- tavolníkovec stromovitý (Sorbaria arborea)
- tavolníkovec velkokvětý (Sorbaria grandiflora)
- tavolníkovec vystoupavý (Sorbaria assurgens)

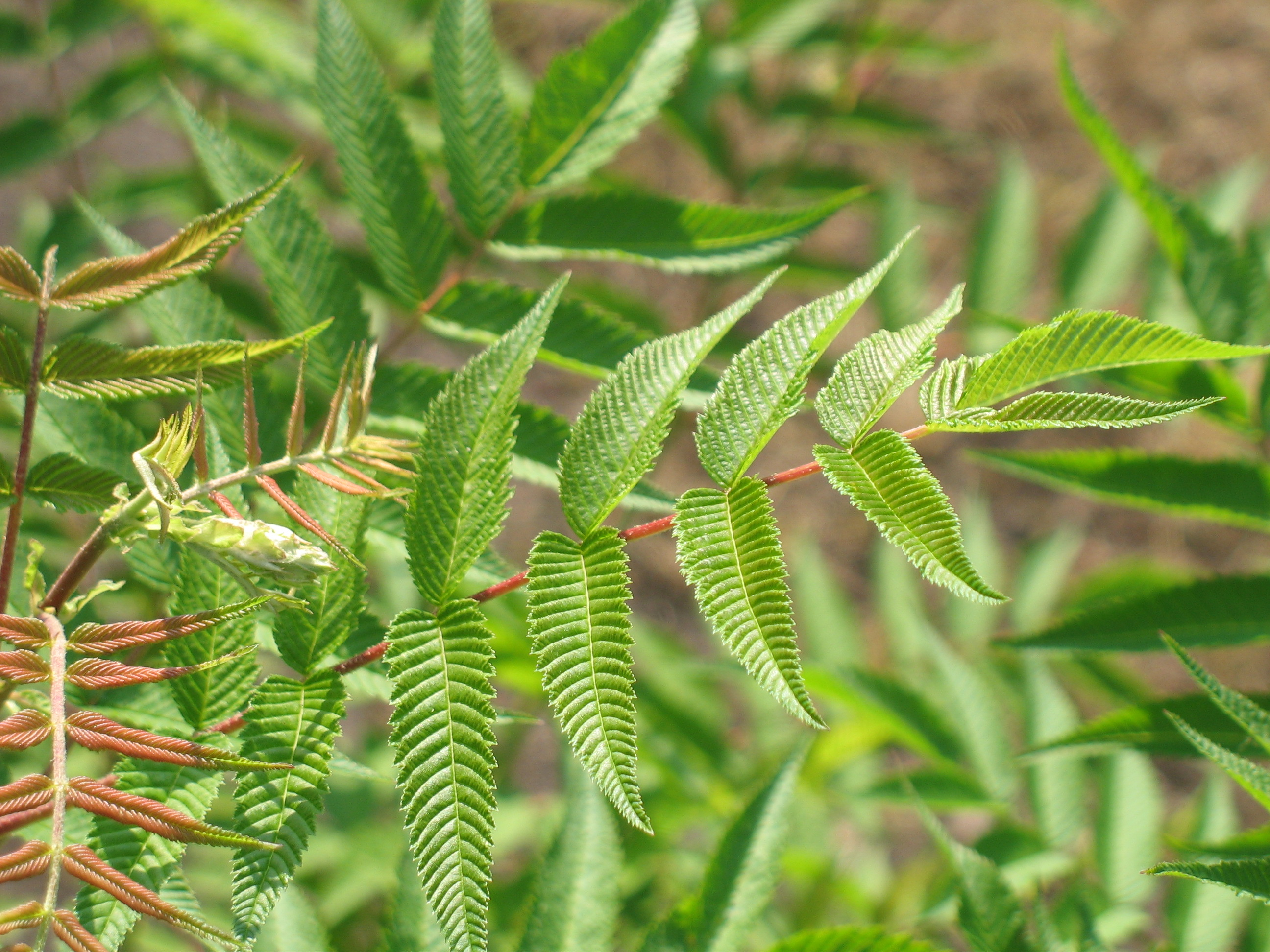
Listy tavolníkovce jeřábolistého

## Rizika
Některé druhy tavolníkovce jsou považované za invazivní druhy.